# Волошка синя

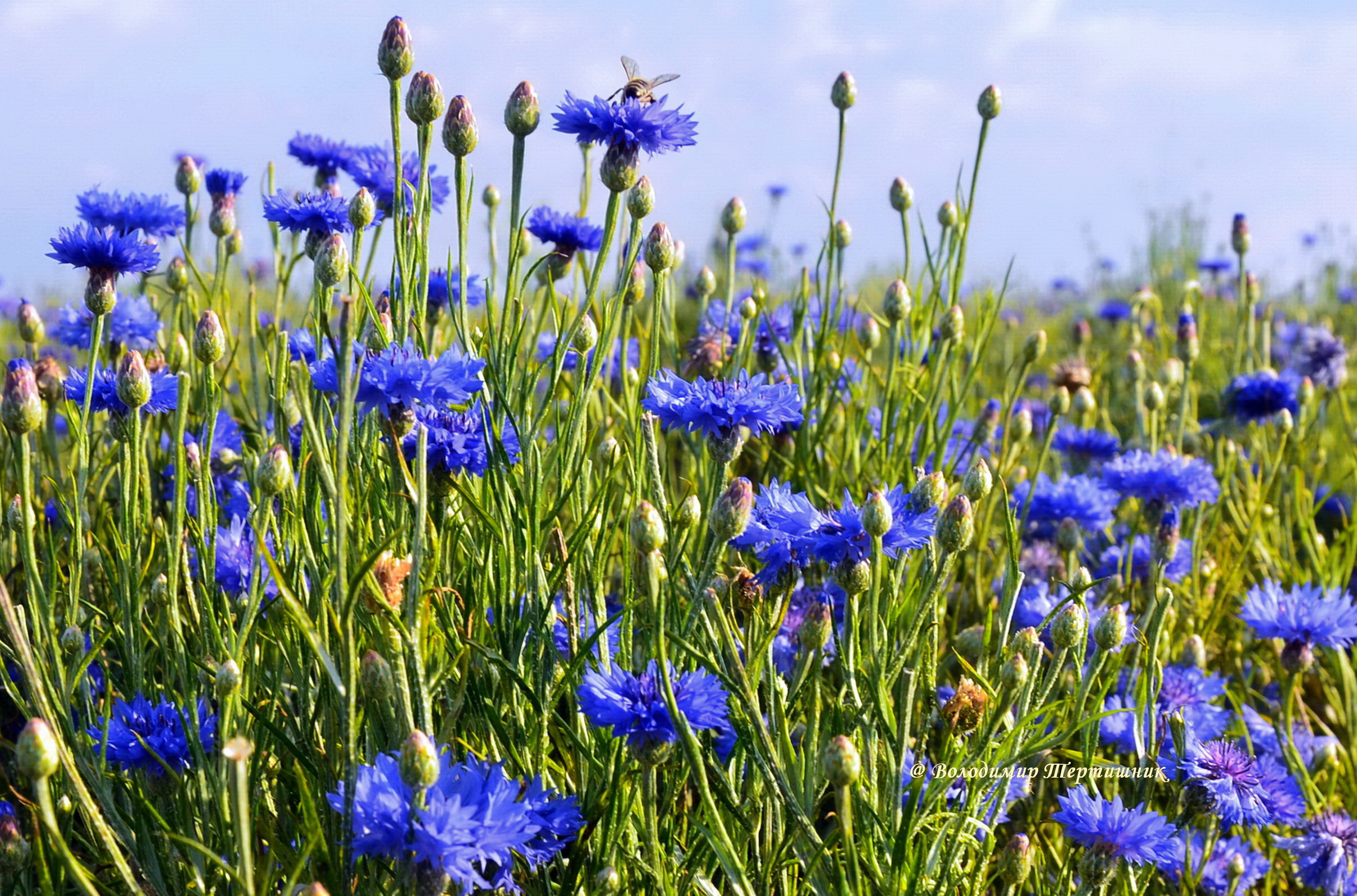
Воло́шка си́ня

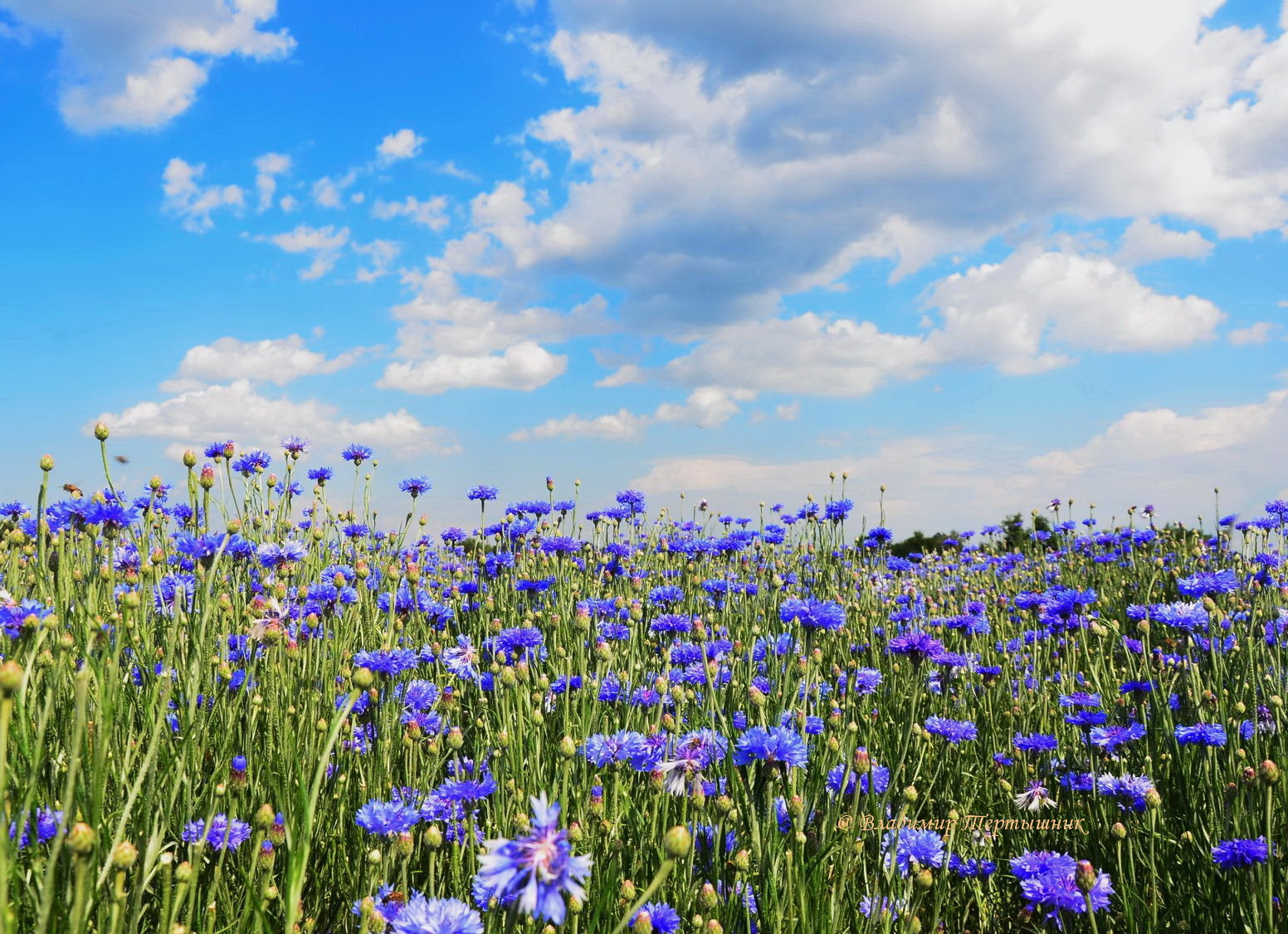
Воло́шка си́ня на Полтавщині

Воло́шка си́ня або блава́т синю́к (Centaurea cyanus (All.) Dost.) — трав'яниста рослина роду волошка родини айстрових. 

## Екологія

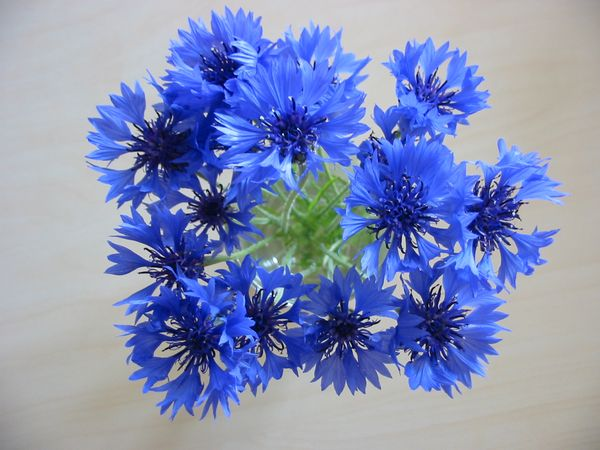
Сині волошки

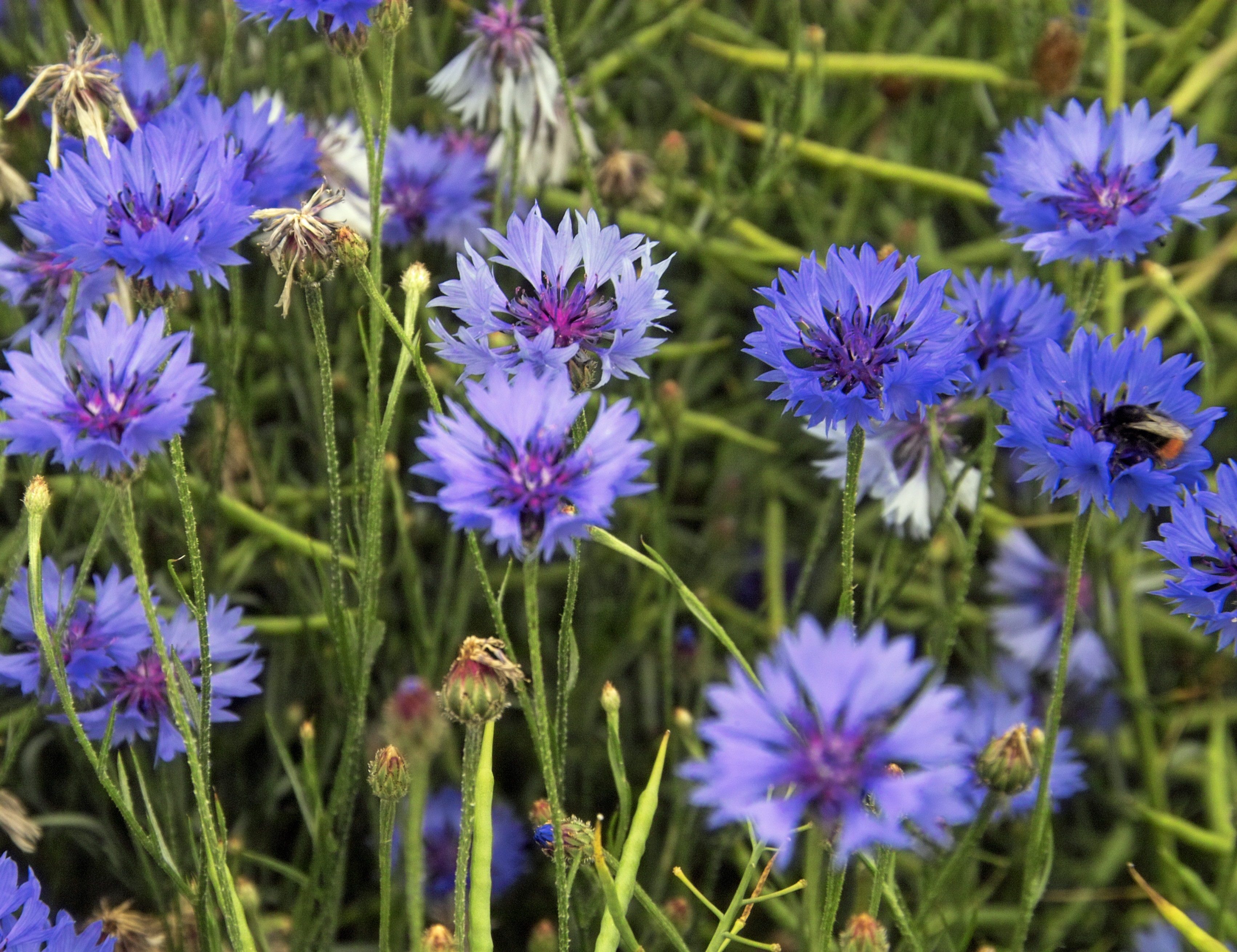

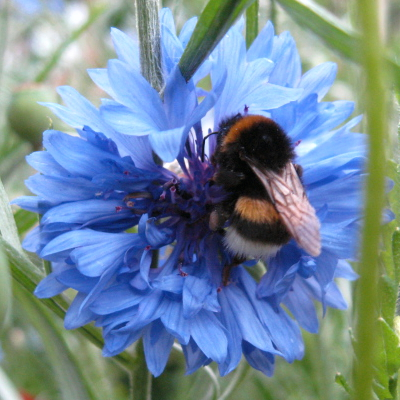

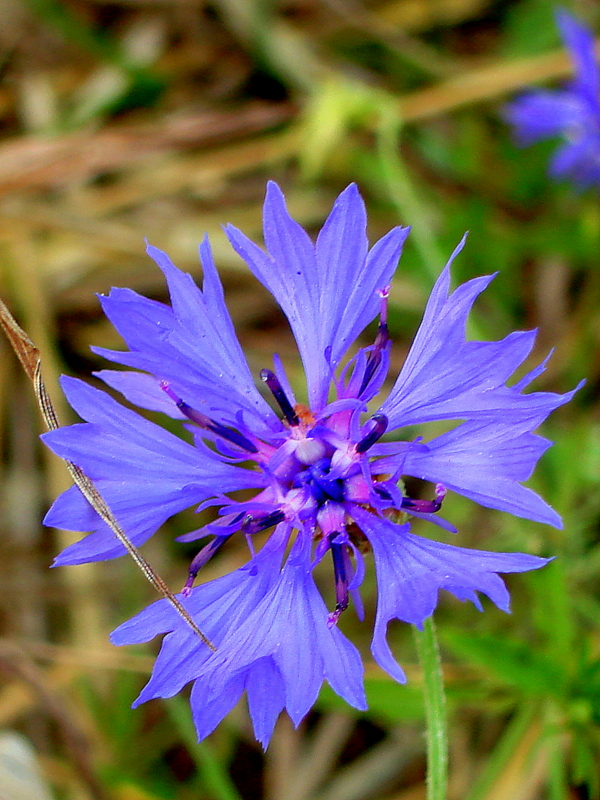

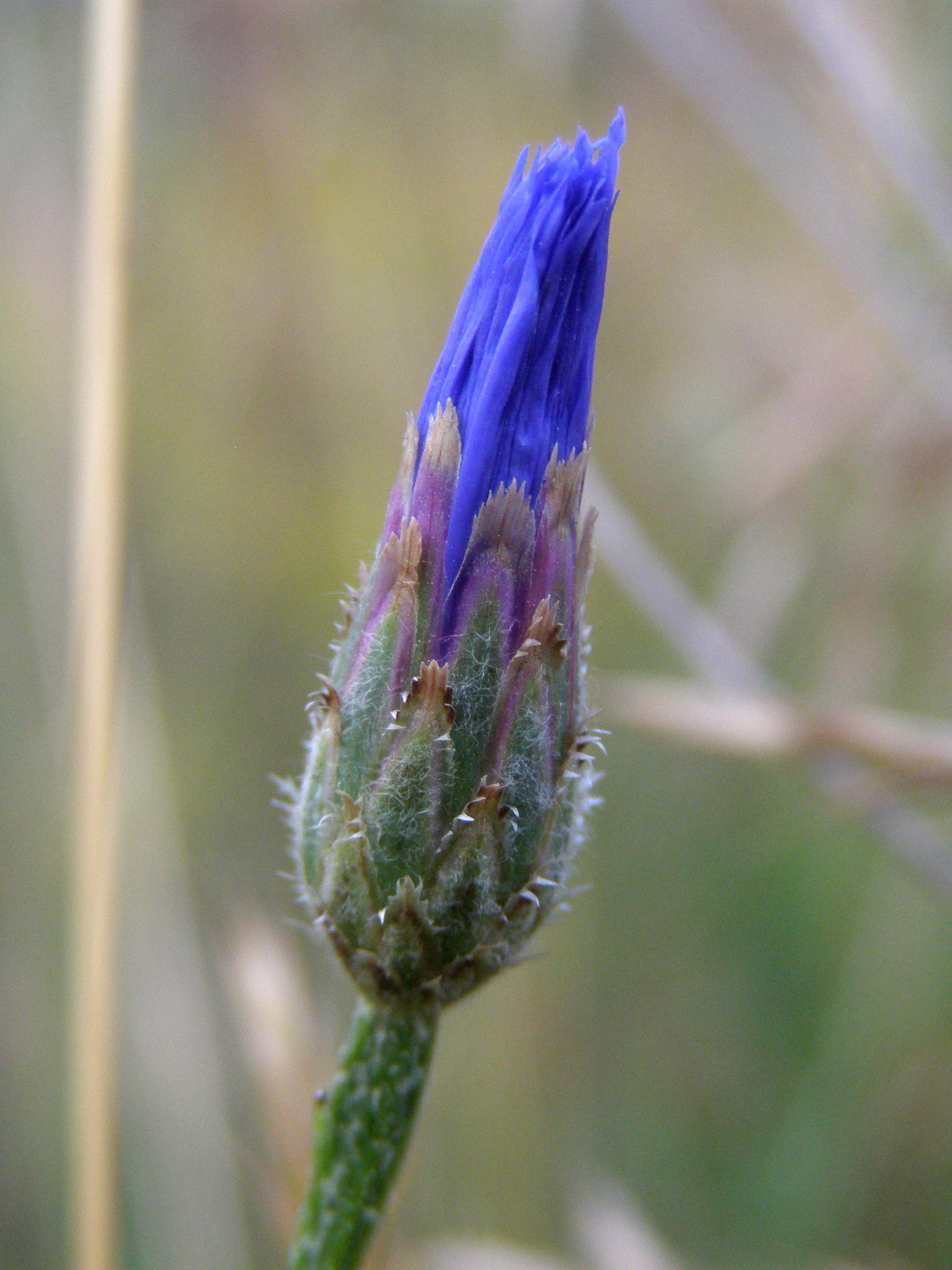

Поширений однорічний бур'ян, який росте на засмічених полях у ячмені, пшениці, житі; уздовж доріг по всій Україні.

## Поширення
Європа, Мала Азія (західна частина), Іран, Індія (північний захід), Північна Америка, Австралія, Африка (північ).

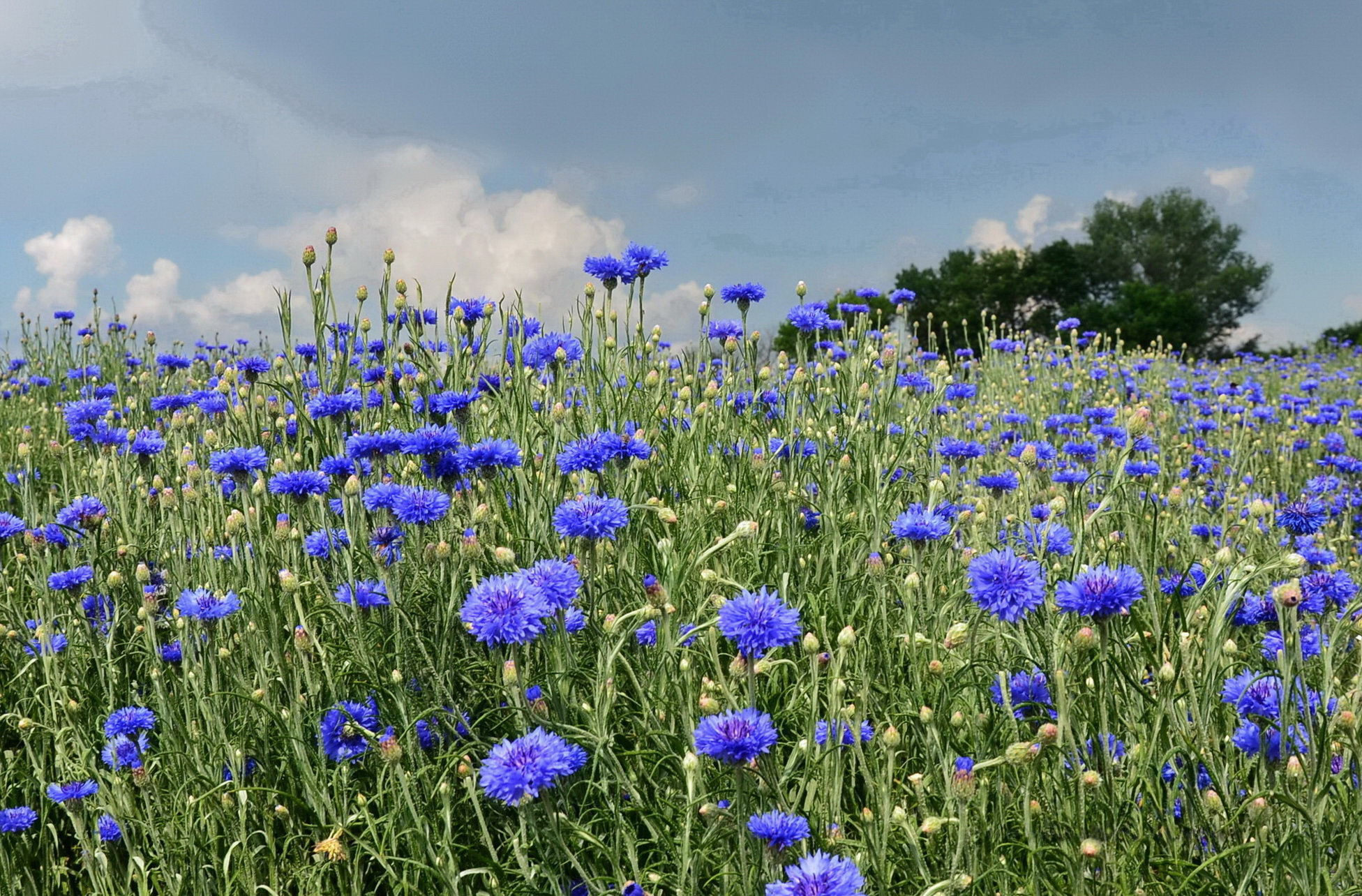
Синя краса України

## Ботанічні характеристики
Однорічна трав'яниста рослина висотою 30—60 (100) см. Стебло пряме, гіллясте, 30—70 см заввишки. Листки цілісні лінійні. Крайові квітки в кошику лійковиді. Листочки обгорток по краю війчасті. Цвіте з червня до осені.
Крайові лійковидні квітки безплідні, вони приваблюють комах, які запилюють серединні трубчасті квітки. Стовпчик маточки наявний із тичинками, що зрослися в трубочку.
Цвіте в червні-липні, іноді впродовж усього літа.

## Розмноження
Розмножується насінням, схожість якого зберігається до 10 років. Ось чому волошка синя нерідко є злісним бур'яном.

## Сировина і хімічний склад
Для лікувальних потреб використовують лише віночки крайових синіх квіток рослини. Віночки розстилають тонким шаром і сушать у темному приміщенні. Висушена сировина має зберігати свій природний синій колір.
У сировині знайдено антоціани, флавони, флавоноли. Флавонова група глікозидів рослин є похідними апігеніну, лютеоліну та їхніми метокислюваними похідними. Окрім того, в рослині виявлено рутин, дубильні речовини, органічні кислоти, смоли, мінеральні солі.

## Медичне застосування
Крайові лійковиді квітки кошика користають у науковій і народній медицині як сечогінний засіб; як слабкий жовчогінний чинник у поєднанні з іншими рослинами; має спазмалгічні властивості.

## Систематика
1753 року волошка синя була описана Карлом Ліннеєм і віднесена до роду Centaurea. Однак 1762 року англійський ботанік Джон Гілл відніс цю рослину до роду Cyanus, який 1754 був виділений Філіпом Міллером із роду Centaurea. Тож деякі сучасні систематики вказують прийнятою назвою цього виду Cyanus segetum Hill, а Centaurea cyanus вказують як синонім, водночас, інші вказують прийнятою назвою Centaurea cyanus, а Cyanus segetum — синонімом.
- Список видів роду волошка